# Етанопроводи Південної Мексики
На півдні Мексики у штатах Чіапас, Табаско та Веракрус зосереджені як потужні нафтові промисли, розробка яких дає у складі попутного газу чимало етану, так і зацікавлені у поставках останнього нафтохімічні підприємства.
Державна компанія PEMEX володіє трьома крекінг-установками на підприємствах у Ла-Кангреджера, Морелос та Паджарітос у районі Коацакоалькос штату Веракрус. Їх загальна потужність сягає 3,05 млн тон етилену на рік, а сировиною для виробництва слугує етан, споживання якого перевищує 80 тис. барелів на день. Для транспортування етану між газопереробним заводом Кактус (Cactus Gas Processing Center) у Чіапас та Ла Кангреджера прокладений 500 мм трубопровід.
Утім, оскільки власне виробництво продуктів на основі етилену (поліетилен, полівінілхлорид та інше) не задовольняло потреби країни, була розроблена програма «Етилен XXI», в межах якої компанія Braskem-Idesa (75 % у бразильської нафтохімічної компанії Braskem та 25 % у мексиканської Idesa) розпочала спорудження нової крекінг-установки на етані у тому самому районі Коацакоалькос. ЇЇ потужність становитиме 1,050 млн.тон етилену на рік, для чого знадобиться до 66 тис. барелів етану на день. Компанія PEMEX зобов'язалась забезпечити поставки цієї сировини у достатньому обсязі зі своїх газопереробних заводів Cactus, Nuevo Pemex та Ciudad Pemex. Це не пов'язане із збільшенням обсягів переробки попутного нафтового газу, а буде досягнуте через підвищення рівня вилучення етану.
Для транспортування етану у 2013 році почали споруджувати новий трубопровід Реформа (Кактус) — Коацакоалькос (Веракрус) довжиною 225 км. Його діаметр на різних ділянках складатиме 400, 500 та 600 мм, а потужність еквівалент 4,3 млн м³ газу на день (трубопровід буде здатен транспортувати етан як у вигляді газу, так і у зрідженій формі).  Вартість етанопроводу складе 330 млн доларів США.  Введення в дію нафтохімічного комплексу та трубопроводу заплановане на 2016 рік.